# Melinaea maenius
Melinaea maenius är en fjärilsart som beskrevs av William Chapman Hewitson 1860. Melinaea maenius ingår i släktet Melinaea och familjen praktfjärilar. Inga underarter finns listade i Catalogue of Life.